# Чакра (зброя)
Чакрам (санскр. चक्र — коло, кільце, диск) — індійська метальна зброя у вигляді кільця.

## Опис
Чакра має вигляд плаского металевого кільця, заточеного з зовнішнього краю. Діаметр кільця становить від 120 до 300 мм і більше. Ширина металевої смуги від 10 до 40 мм, товщина — від 1 до 3,5 мм. Чакра здатна завдавати тяжких поранень людям, не захищеним обладунками, на відстані до 50 метрів.

## Історія
Перші згадки про чакри були в Рамаяні і Махабхараті, де чакра була зброєю Вішну (Сударшан-чакра, вогненний диск). Також ця зброя використовувалася індійськими воїнами, переважно сикхами. Чакру часто носили на головному уборі (конусоподібних капелюхах), надягаючи на нього кілька дисків одразу і знімаючи їх за необхідності.

Одним з перших європейців, хто описав цю незвичайну зброю, був португальський мандрівник Дуарте Барбоза. У своїй книзі він наводить такий опис: 
У королівстві Делі у них є сталеві колеса, які вони називають чакарані, у два пальці шириною, гострі з зовнішнього боку як ножі і без леза на внутрішній стороні; і розміром вони з невелику тарілку. І вони носять їх з собою по сім чи вісім, надівши на ліву руку; вони беруть одне, надягають на палець правої руки, змушують кружляти навколо пальця багато разів і таким чином метають його у своїх ворогів.— Дуарте Барбоза
Згідно з індійською легендою, у створенні першої чакри брали участь боги. Брахма роздмухав вогонь, Шива дав новій зброї силу свого третього ока, а Вішну — силу свого божественного гніву. Після цього Шива спресував ногою все це в палючий диск і, метнувши його в бік могутнього демона Джаландхару, відтяв йому голову.
Чакра інколи також зустрічається за межами Індії. В колекції музею Метрополітен знаходиться чакра виготовлена в Тибеті, датована XV—XVIII сторіччями.

## Використання
Найменші чакри метали, затискаючи їх між великим і вказівним пальцями руки, попередньо надавши їм обертання навколо осі, але, на відміну від сюрикенів, тільки по горизонталі. Чакри середніх розмірів перед кидком розкручувалися над головою на вказівному пальці, великі — на випрямлених вказівному та середньому пальцях. Трьох-чотирьох потужних обертів навколо пальців зазвичай достатньо для того, щоб чакра полетіла на 25-30 метрів, зрізаючи на своєму шляху перешкоди.

## У популярній культурі
Чакра є зброєю Ксени — принцеси-воїна з однойменного серіалу при тому, що героїня зі Стародавньої Греції.